# Лукояновский благочиннический округ
Лукояновский благочиннический округ — благочиние Лысковской епархии. Включает в себя храмы Лукояновского района Нижегородской области.
В настоящее время Лукояновский благочинный округ объединяет 8 храмов.

## История
Изначально благочиние входило в состав Нижегородской и Арзамасской епархии.
16 января 2010 года в селе Нехорошево Лукояновского района Нижегородской области был освящён источник, называемым Мирским и издревле почитаемым местными жителями. Чин освящения совершил помощник благочинного Лукояновского округа иерей Борис Семенчев. При источнике хранилась старинная икона «Одигитрия».

## Приходы

### Лукояновский район
1. город Лукоянов: храм Покрова Пресвятой Богородицы
2. рабочий посёлок имени Степана Разина: храм Святителя Николая Чудотворца
3. село Иванцево: храм Собора Пресвятой Богородицы
4. село Крюковка: храм Покрова Пресвятой Богородицы
5. село Кудеярово: храм Всех святых
6. село Николай Дар: церковь Великомученика Димитрия Солунского (деревянная церковь освящена в июле 2009 года[3])
7. село Тольский Майдан: Троицкая церковь
8. село Ульяново: храм Живоначальной Троицы
9. село Шандрово: молитвенный дом в честь Николая Чудотворца

## Благочинные
- Иерей Алексий Вячеславович Широков — до 14 июня 2006 года[4].
- Иерей Михаил Минюхин — с 15 июня 2006 по 2011 года[5].
- иерей Борис Семенчев с 2011